# Долгоруков, Дмитрий Николаевич
Князь Дми́трий Никола́евич Долгору́ков (4 [16] апреля 1827—20 июля [2 августа] 1910) — военачальник, полковник, публицист и чиновник из рода Долгоруковых. Владелец усадьбы Волынщино и собиратель предметов искусства. Внук генерал-поручика В. В. Долгорукова и князя Д. В. Голицына.

## Биография
Сын князя Николая Васильевича Долгорукова (1789—1872) и княжны Екатерины Дмитриевны Голицыной (1801—1881). Крестник императора Николая I и императрицы Марии Фёдоровны. Воспитанник Пажеского Его Императорского Величества корпуса, начал службу корнетом Кавалергардского полка. С 1849 года поручик, в мае 1853 году уволен по болезни от службы штабс-ротмистром.
В апреле 1854 года вновь определён на службу в гусарский полк ротмистром. При осаде Силистрии, Долгоруков был ординарцем при фельдмаршале Паскевиче, затем адъютантом князя М. Д. Горчакова и участвовал в обороне Севастополя, сражаясь на 4-м бастионе. При выступлении из Севастополя Долгоруков получил опасное поручение сжечь мост, что и выполнил под сильным неприятельским обстрелом. В 1859 году выйдя в отставку, полковник Долгоруков посвятил себя общественной деятельности.
В 1874 году вернулся на службу, в 1876 году был пожалован придворным званием «в должности шталмейстера», с 1882 года — действительный статский советник. Являлся сотрудником ряда газет и журналов, в том числе «Московские ведомости» и «Русский вестник», в которых писал под псевдонимами. Долгоруков был крупным землевладельцем в Костромской и Смоленской губерниях. Наследственно владел имением Волынщина-Полуэктово Рузского уезда, где им была собрана коллекция предметов искусства.
Похоронен в селе Полуэктово Рузского уезда Московской губернии.

## Семья
С 1856 года женат на графине Наталье Владимировне Орловой-Давыдовой (1833—1885), своей четвероюродной сестре, дочери графа Владимира Петровича Орлова-Давыдова, наследнице обширной усадьбы в центре Москвы. Княгиня была благотворительницей, построила в Рузе больницу и женское училище, возглавляла Московское дамское попечение о тюрьмах. В браке родились три сына:
- Николай (1858—1899)[6], окончил историко-филологический факультет Московского университета, во время русско-турецкой войны служил санитаром, с 1888 по 1896 года был Новозыбковским уездным предводителем дворянства, после чего три года, вплоть до самой смерти, был черниговским губернским предводителем дворянства. Скончался от сыпного тифа. Его жена — Мария Павловна Долгорукова (урожд. Голицына, внучка князя П.А.Голицына; 1859–1914) так же, как и муж занималась благотворительностью и общественной деятельностью. 
  - Дочь — Наталья Николаевна (1882—1912) замужем (с 1900 г.) за Георгием (Юрием) Федоровичем, бароном Мейендорфом (1873—1919, убит махновцами)[7][8], сыном Ф.Е.Мейендорфа.
    - Внуки: Николай Георгиевич Мейендорф (1901–1960), Ксения Георгиевна Мейендорф (Шидловская; 1902–1992), Мария Георгиевна Мейендорф (Курис; 1904–1978), Елена Георгиевна Мейендорф (1905–?)
      - Потомок семьи Долгоруковых — норвежский композитор и музыкант Георг Каянус (Георг Йохан Чегодаев)[англ.]

  - Сын — Дмитрий Николаевич Долгоруков  (1888–1955). После 1917 года — в Белой Армии. В эмиграции с 1920 года — в составе 2-го кавалерийского полка в Галлиполи[9]. Жена — Елена Алексеевна Крупецкая. После эмиграции Дмитрия Николаевича осталась в Советской России.
  - Сын — Владимир Николаевич Долгоруков  (1893—1966, Москва), писатель (псевд. Владимиров)[10][11]. После Октябрьской революции остался жить в Советской России. Похоронен на кладбище Донского монастыря в Москве[12].
- Павел (1866—1927), политический деятель, расстрелян как заложник среди 20 человек за убийство Войкова.
- Пётр (1866—1951), брат-близнец, политический деятель, скончался во Владимирской тюрьме.

## Воспоминания
- «Воспоминания о Крымской войне», напечатанные в «Рус. Арх.» за 1909 г., № 6 («Истор. Вестн.», 1910, № 9 и 10).
- Д. Н. Долгоруков. Пять недель в Коканде // Русский вестник, 1871